# Francisco Garza Gutiérrez
Francisco Garza Gutiérrez (14 marzo 1904 – 30 ottobre 1965) è stato un calciatore messicano, di ruolo difensore.

## Carriera
Con la Nazionale messicana ha preso parte ai Mondiali 1930.